# Базилика Святого Иоанна Божьего
Церковь Святого Иоанна Божьего в Гранаде, королевство Испания, освящена в память основателя католического ордена госпиталитов. Милосердный брат Алонсо де Хесус-и-Ортега построил её на пожертвования между 1737 и 1759 годами близ заложенной Святым Иоанном больницы для бедных. В 1914 году папа Бенедикт XV удостоил храм почётного статуса малой базилики.
Однонефная церковь из камня и кирпича в стиле барокко имеет в плане форму латинского креста, средокрестие увенчано круглым куполом высотой 52 метра на световом барабане. Богато украшенный фасад с полукруглой аркой главных ворот фланкирован двумя квадратными колокольнями со шпилями и крестообразными флюгерами. Над центральной аркой — мраморная статуя Святого Иоанна в нише, выше в разорванном фронтоне — барельеф Бога Отца, над боковыми входами — изваяния архангелов Гавриила и Рафаила.
Мощи Святого Иоанна Божьего в тяжёлой серебряной раке покоятся в погребальной часовне в возвышении за престолом. Оформленная в золотых тонах с множеством зеркал, она видна через арку в резном алтаре, что делает запрестольное пространство необычно глубоким и рельефным. Среди реликвий часовни — распятие, которое Иоанн Божий держал в руках при смерти; терновый венец, носимый им во время бичевания; зуб святого Лаврентия.
Роскошные мраморые интерьеры храма обильно украшены позолоченной резьбой, свод купола раписан сценами из жизни Святого Иоанна. Особую художественную ценность представляют фрески в боковых часовнях.